# Living Things (groupe)
Pour les articles homonymes, voir Living Things.
Living Things est un groupe de rock américain originaire de Saint Louis, dans le Missouri. Il relève du garage rock. Avant sa séparation en 2010, il est composé de Lillian Berlin, guitare et voix ; Eve Berlin, basse ; Bosh Berlin, percussions ; Corey Becker, guitare. Lillian, Eve, et Bosh sont frères.

## Biographie
Les frères Lillian Berlin (né Christopher Berlin Rouberg), Eve Berlin (Justin Yves Rouberg, parfois appelé Yves Berlin), et Bosh Berlin (Joshua Rooberg) ont grandi dans le quartier de Saint Louis. Le futur guitariste de Living Things, Cory Becker, est un ami d'enfance. Dans les années 2000, Steve Albini sort leur premier album, A.D.H.D., au label indépendant Ozark Mountain Blood.
L'album Ahead of the Lions est sorti en 2005 chez Jive Records, un label de Sony BMG et est classé 42e des 50 meilleurs disques de cette année-là par le magazine Rolling Stone. Leur premier single, Bom Bom Bom, est utilisé comme publicité pour les téléphones iTunes, et est publié en téléchargement libre sur iTunes Music Store, ce qui a poussé la notoriété du morceau. La plupart de leurs chansons ont un contenu politique très marqué.
En 2009, au festival SXSW, Lillian Berlin est appréhendé pour avoir brûlé de l'argent sur scène devant neuf sans domiciles fixes. Lillian Berlin écrira l'ouvrage Postmortem Bliss (Apocrypha Press), qui décrit sa jeunesse durant laquelle il a souffert de trouble du déficit de l'attention avec hyperactivité, et a souvent fait face à une mère anarchiste et un père gay.Une adaptation de l'ouvrage réalisée par Floria Sigismondi, est diffusée sur Turner Classic Movies en novembre 2005.
En, 2010 Living Things, publie trois EP enregistré par Bill Skibbe et Chris Woodhouse : Malocchio, Economic Hitmen, et Har Megiddo. Toujours en 2010, le groupe annonce un troisième album qui sera un triple-album produit par Steve Albini pour 2011. La sortie n'aura jamais lieu et le groupe se sépare finalement en août 2010.

## Discographie
- 2002 : Turn in Your Friends and Neighbors (SKG Records)
- 2004 : Bombs Below (Polydor Records)
- 2004 : Black Skies in Broad Daylight (Universal, production: Steve Albini)
- 2005 : Ahead of the Lions (Jive Records, production: Steve Albini)
- 2009 : Habeas corpus (Zomba/Sony Music)